# Hofanlage Deichstraße 299
Die Hofanlage Deichstraße 299 im niedersächsischen Nordenham-Tettens im Landkreis Wesermarsch stammt wohl aus dem 19. Jahrhundert.

Aktuell (2024) wird sie wohl landwirtschaftlich genutzt.
Die Gebäude stehen unter Denkmalschutz (siehe auch Liste der Baudenkmale in Nordenham).

## Beschreibung
Tettens erhielt 1735 seinen Oldenburger Bauerbrief.
Die Hofanlage auf einer Wurt mit altem Baumbestand besteht aus
- dem eingeschossigen giebelständigen Wohn- und Wirtschaftsgebäude als Hallenhaus, wohl aus dem 19. Jahrhundert, mit Krüppelwalmdach und Niedersachsengiebel sowie Stallanbau[2]
- und dem eingeschossigen Stall.[3]

Das Landesdenkmalamt befand zur Bedeutung: „künstlerisch, wissenschaftlich“.